# 1858 en France
Chronologie de la France
- 1854
- 1855
- 1856
- 1857
- 1858
- 1859
- 1860
- 1861
- 1862

Cette page concerne l'année 1858 du calendrier grégorien.

## Événements

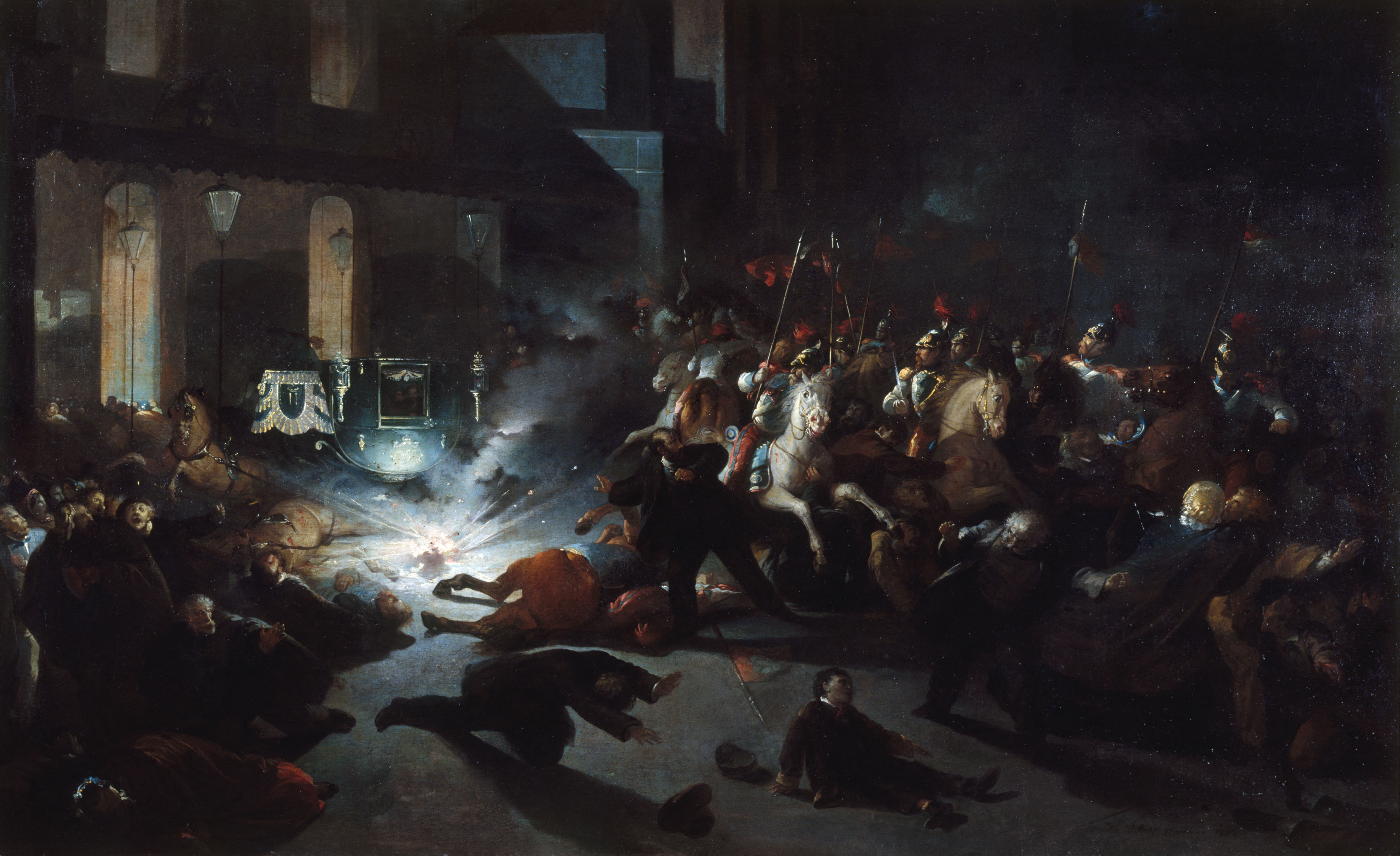
14 janvier : attentat d'Orsini.

- 14 janvier : attentat d'Orsini contre Napoléon III et le cortège impérial. Dans la soirée, un patriote italien Felice Orsini, membre du mouvement Jeune Italie qui lui reprochait de trahir la cause de l’unité italienne, lance trois bombes contre le couple impérial qui se rend à l’Opéra par la rue Le Peletier. Bilan : huit morts, 142 blessés (mais l'empereur et l'impératrice sont indemnes). Les coupables sont arrêtés. Napoléon III continue de soutenir les aspirations italiennes à l’unité[1].
- 20 janvier : deux journaux d'opposition sont suspendus, la Revue de Paris (républicain) et Le Spectateur (orléaniste)[2].

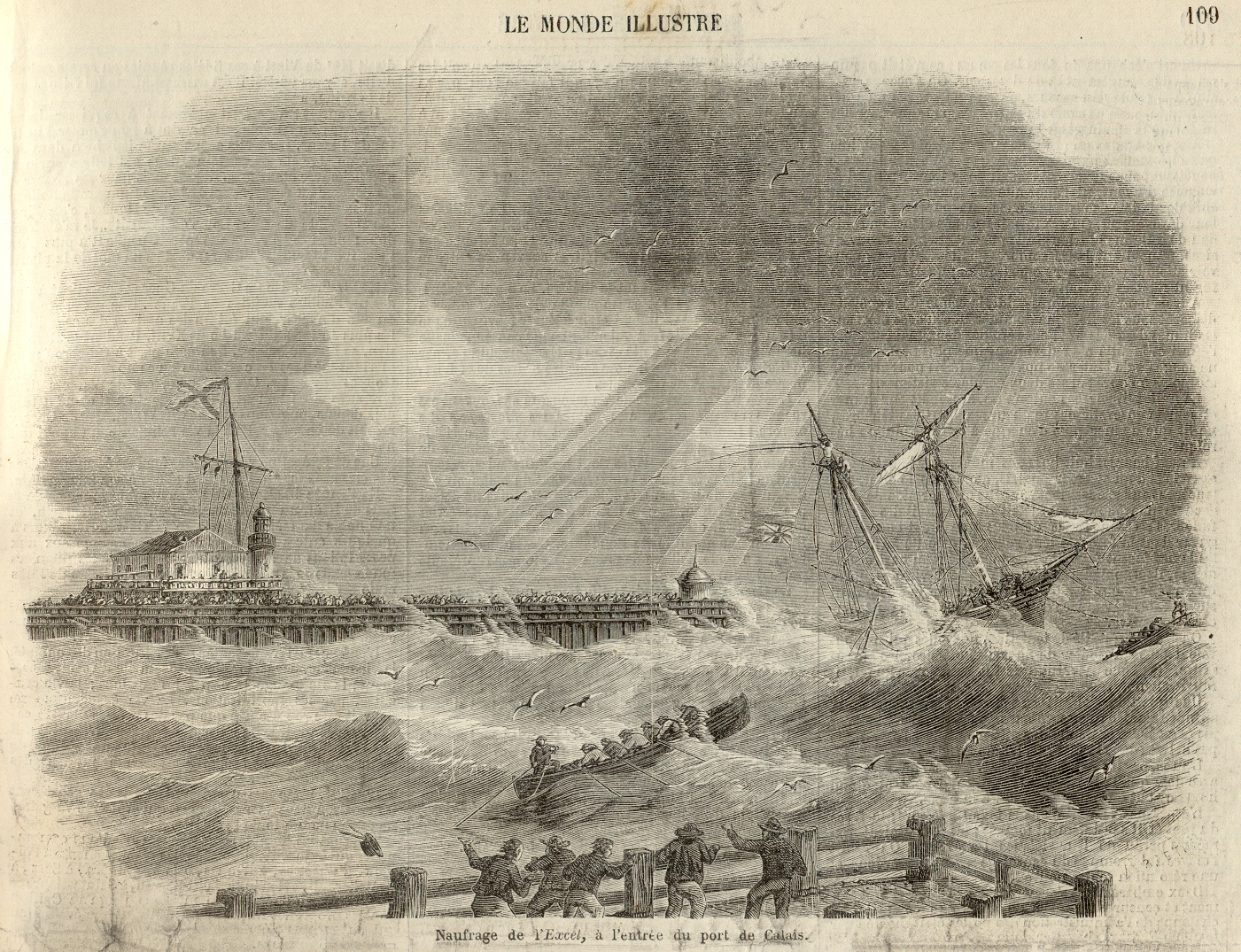
Naufrage du navire Excel à Calais.

- 21 janvier : naufrage de l’Excel, de Weymouth, à l’entrée du port de Calais[3].
- 27 janvier : le territoire national est divisé en cinq grandes régions de commandement militaire permettant de mieux surveiller les éléments agités de la population[2]. Le 13 février, l’empereur désigne les maréchaux de France qu'il a choisis pour les diriger : Magnan établi à Paris (Nord) ; Canrobert à Nancy (Est), Castellane à Lyon (Sud-Est), Bosquet à Toulouse (Sud-Ouest) et Baragueys d'Hilliers à Tours (Ouest)[4].

- 1er février : décret instituant un Conseil privé sous la présidence de l'Empereur Napoléon III, constituée du cardinal Morlot, du maréchal  duc de Malakoff, du banquier Achille Fould, du juriste Raymond-Théodore Troplong, du comte de Morny, de Pierre Jules Baroche, du comte de Persigny[5].

- 7 février : nomination du général Espinasse au poste de ministre de l'Intérieur et de la Sûreté générale. Par circulaire du 9 février, il ordonne à chaque préfet de faire arrêter dans son département une liste de suspects. Un total de 2 000 « démocrates » sont arrêtés[6]. 430 républicains environ sont arrêtés sur décret, dont 400 condamnées à la déportation, et 375 effectivement transportées en Algérie, alors qu’il est établi qu’Orsini, défendu par Jules Favre, avait agi seul[2]. Il sera remplacé en juin.
- 17 février : sénatus-consulte qui exige un serment d'obéissance à la Constitution et de fidélité à l'empereur des candidats à la députation[2].

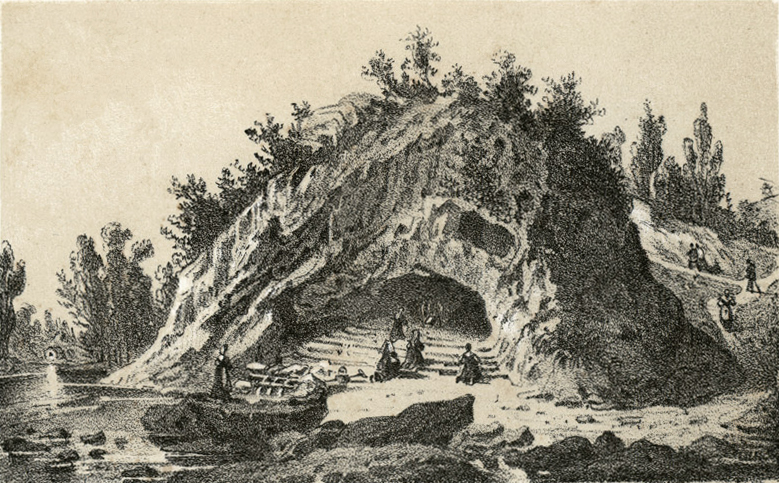
La grotte de Massabielle

- Du 11 février au 16 juillet : la jeune Bernadette Soubirous a un total de 18 visions de la Sainte Vierge, à la grotte de Massabielle, à Lourdes (Hautes-Pyrénées)[7].
- 19 et 27 février : vote et promulgation d'une loi de sûreté générale, permettant de systématiser et de régulariser la répression. Le ministre de l'Intérieur obtient la faculté de transporter ou d'exiler tout citoyen reconnu par le gouvernement coupable d'avoir « pratiqué des manœuvres » ou « entretenu des intelligences soit à l'intérieur, soit à l'étranger »[6].

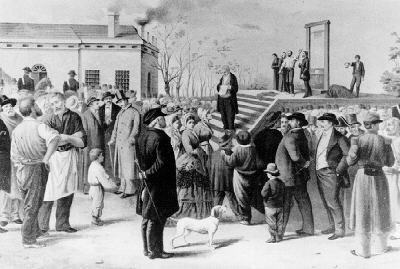
Exécution de Felice Orsini, place de la Roquette.

- 13 mars : Felice Orsini, 39 ans, et Pieri sont guillotinés à Paris au terme de leur procès après que Napoléon III, poussé par son gouvernement, a refusé leur grâce[1].

- 26 avril : ouverture de la voie ferrée entre Vesoul et Belfort. La liaison Paris-Mulhouse est assurée[8].

- 22 mai - 19 août : conférence de Paris pour la constitution des « Principautés unies de Moldavie et de Valachie »[9].
- 20 mai :
  - en Mauritanie, le général français Faidherbe, gouverneur du Sénégal impose la souveraineté française aux tribus Trarza qui contrôlaient les escales du bas Sénégal et rançonnaient les commerçants[10].
  - un corps expéditionnaire franco-britannique prend les forts de Taku dans l’estuaire de la rivière Hai He ; il prend Tianjin et menace Pékin[11].
- 31 mai, campagne de Cochinchine : une escadre française commandée par l’amiral Rigault de Genouilly mouille devant Tourane, pour protéger les missions catholiques tout en s’assurant des débouchés en Indochine[12].

- 2 juin : Proudhon est condamné à trois ans de prison pour la publication de son ouvrage en trois volumes De la justice dans la Révolution et dans l’Église, dont le contenu est jugé séditieux. Il est contraint à l’exil et se réfugie à Bruxelles jusqu’en septembre 1862 pour éviter l’enfermement[13].
- 14 juin : Claude Alphonse Delangle est nommé ministre de l'Intérieur (fin le 5 mai 1859)[14].
- 24 juin : création pour le prince Napoléon-Jérôme Bonaparte d'un ministère de l'Algérie et des Colonies, commandant supérieur des forces militaires de terre et de mer, pour remplacer le poste de gouverneur général[15]. Napoléon III supprime le Gouvernement général de l’Algérie et le remplace par un ministère de l’Algérie et des Colonies confié à son cousin, Jérôme Napoléon, qui tente quelques réformes dont certaines auraient dû aboutir à une politique d’assimilation, mais se heurte, sur de nombreux points, aux militaires et donne sa démission en 1859.
- 26 - 27 juin : le traité de Tianjin renforce considérablement la puissance commerciale des Français et des Britanniques en Chine[11].

- 1er juillet : ouverture de l'asile de Bracqueville (futur hôpital Marchant) à Toulouse[16].
- 12 juillet : le chemin de fer parvient jusqu'à la gare actuelle de Perpignan[17].

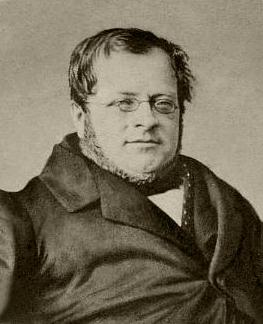
Le comte de Cavour

- 20 - 21 juillet : entrevue de Plombières. Napoléon III rencontre Camillo Cavour (président du Conseil italien) dans une entrevue secrète (à l’insu même des ministres) à Plombières-les-Bains (Vosges), en vue de favoriser l’unité italienne contre l’Autriche[18].

Réception de la reine Victoria à Cherbourg, 5 août 1858.

- 5 août : la reine Victoria est reçue par l'empereur Napoléon III à Cherbourg[19].
- 7 août : Napoléon III inaugure le nouveau bassin du port de Cherbourg, puis le lendemain une statue équestre de Napoléon Ier[19].

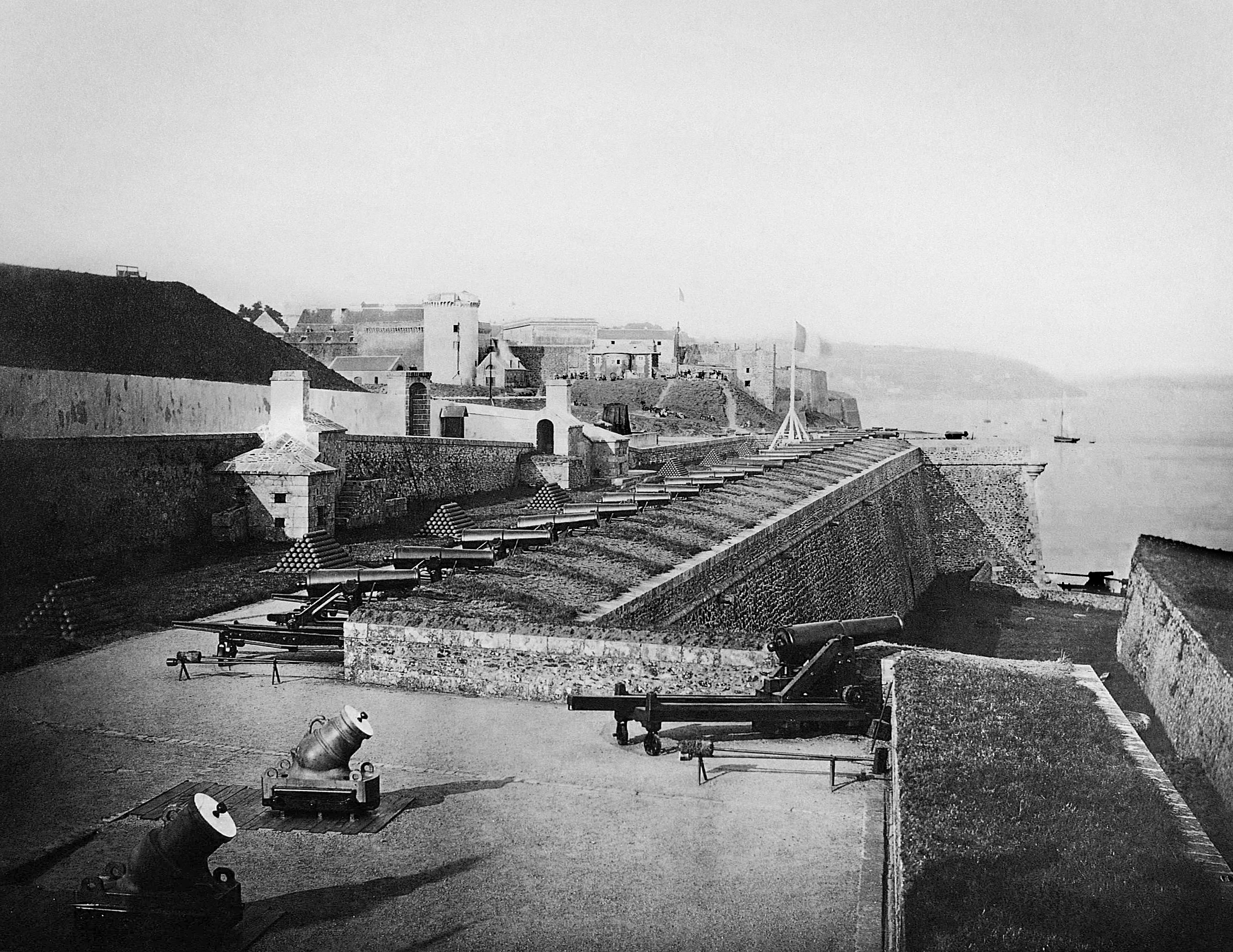
La batterie Royale à Brest, photos de la série que Gustave Le Gray a fait dans le cadre de la visite de Napoléon III à Brest

- 9-12 août : visite de Napoléon III et de l'Impératrice Eugénie à Brest[20].

- 1er septembre : départ des derniers forçats du bagne de Brest pour le bagne de Cayenne[21]. Le bagne de Toulon reste en activité jusqu'en 1873.
- 1er-2 septembre : la France débarque à Tourane (Đà Nẵng, Viêt Nam)[22].
- 9 octobre : traité d'amitié et de commerce entre la France et le Japon conclu à Edo, la capitale shogunale, qui marque l'ouverture des relations diplomatiques entre les deux pays[23].
- 27 octobre : décret centralisant à Paris l'administration de l'Algérie et attribuant aux préfets les pouvoirs que détenait le gouverneur général[24].

- 17 novembre : la France annexe l’atoll inhabité de Clipperton (océan Pacifique) à 2 000 kilomètres au large du Mexique[25].

- 10 décembre : Napoléon III conclut un traité défensif avec le Piémont[26].
- 15 décembre : Ferdinand de Lesseps crée la Compagnie universelle du canal maritime de Suez[27] ; la France détient la moitié du capital, le khédive d’Égypte 44 %[28].